# Kockums Jernverks AB
Kockums Jernverks AB var en ståltillverkare baserad i Kallinge som grundades 1849 och upplöstes 1991. Företaget hade sin grund i olika järnbruk i Blekinge och Småland.

## Historia
Frans Henrik Kockum köpte år 1846 Örmo jernverk i Södra Sandsjö socken där han upptog produktion av gjutgods och 1849 köptes även Kallinge kvarn i Ronneby socken av Kockum tillsammans med två kompanjoner. I Kallinge anlades en hammare och ett valsverk för tillverkning av heldrivna kopparkittlar. Produktionen i Kallinge startades 1851 och redan 1852 köptes kompanjonerna ut från företaget. Året efter att Kockum blev ensam ägare till företaget, det vill säga år 1853, utökades verksamheten med tillverkning av takplåt. Senare breddades tillverkningen ytterligare år 1856 med produktion av klippspik. År 1856 övertogs dessutom det gamla sockerbruket i Ronneby där Kockum anlade en fabrik med stansverk och förtenneri för hushållskärl. I samband med Frans Henrik Kockums död 1875 sammanslogs tillverkningen i Kallinge, Ronneby och Örmo i det nybildade Kockums Jernverks AB.. Uno  Berg, tidigare direktör vid det nedlagda Kockums Jernverk, startade ett eget företag i Kallinge, Ronprodukter AB som marknadsfördes under varumärket Ronab som sedan såldes till Gense 1983.
Verksamheten drevs därefter i denna form fram till 1991 då denna gren av företaget upplöstes. Arvtagare till verksamheten blir då den nya bolagsformen Kockums Maskin AB som fortfarande bedriver industriell verksamhet på platsen. Bruksområdet ägs sedan den förste juli 1991 av Ronneby kommun genom industribyggnadsföretaget ABRI.

## Återlansering
Under 2000-talet valde initiativtagare att återlansera Kockums Jernverk AB som varumärke för tillverkning av emaljerade kärl och rostfria köksprodukter. Dock har inte den nya företagsformen samma huvudort som tidigare även om försäljning av Kockums produkter fortfarande sker på samma plats i Kallinge. Produktionen har alltså även en koppling till Kockums Emaljverk i Ronneby som ingått i samma moderbolag.